# Alexandre Alexeïeff
Alexandre Alexeïeff (Russisch: Александр Алексеевич Алексеев; Aleksandr Aleksejevitsj Aleksejev) (Kazan , 5 augustus, 1901 - Parijs, 9 augustus, 1982) was een Russische kunstenaar, filmmaker en illustrator die vooral in Parijs woonde en werkte.
Alexandre Alexeïeff vestigde zich in 1921 in Parijs. Als maker van decors voor theater werkte hij samen met Pitoëff en Jouvet.
Vanaf 1926 illustreerde hij verscheidene boeken, zoals Les Fréres Karamazov, waarvoor hij lithografieen maakte.
Aan hem en zijn tweede vrouw Claire Parker (1910 - 1981) wordt het uitvinden van de pinscreen (naaldenscherm) animatietechniek toegeschreven.
Alexeïeff produceerde 6 films met behulp van de pinscreen, 41 reclamefilms en illustreerde 41 boeken. Met name maakte hij met deze techniek de 'dia's voor Orson Welles' verfilming (1962) van Kafka's roman Der Prozess.

## Voornaamste films
- 1933 Une nuit sur le Mont Chauve
- 1943 En passant
- 1963 Le nez
- 1972 Tableaux d'une exposition
- 1979 Trois thèmes

- Bibsys: 90654129
- Biblioteca Nacional de España: XX1673293
- Bibliothèque nationale de France: cb11888409g (data)
- CiNii: DA05928777
- Gemeinsame Normdatei: 138747520
- International Standard Name Identifier: 0000 0001 1083 7646
- Library of Congress Control Number: n50034468
- Nationale Bibliotheek van Tsjechië: ola2002113823
- Nationale bibliotheek van Australië: 35003116
- Nationale Bibliotheek van Israël: 987007304529005171
- Nederlandse Thesaurus van Auteursnamen: 067502083
- Réseau des bibliothèques de Suisse occidentale: 02-A002917938
- RKD-Nederlands Instituut voor Kunstgeschiedenis: 1089
- LIBRIS: 34842
- SNAC: w6m32zs3
- Système universitaire de documentation: 026681609
- Museum of New Zealand Te Papa Tongarewa: 45150
- Trove: 785640
- Union List of Artist Names: 500010065
- Virtual International Authority File: 112098331
- WorldCat: E39PBJgmKwm7GRwxGj6tHtKjmd